# 기독교로의 개종
회심(기독교로의 개종)이란 하나님을 알지 못한 인간이 자신의 죄를 깨닫고 의식적 변화를 일으켜 하나님께 돌아오는 것이다.

## 성경과 회심
성경은 회심에 대해 항상 동일한 의미로 말하지는 않는다. 우리가 여기서 생각할 회심이란 중생 받은 자로 하여금 그들의 의식적 생활 가운데서 믿음과 회개를 통하여 하나님께로 돌아오게 하시는 하나님의 행위라고 정의할 수 있다. 이 정의를 통해 보면, 하나님이 회심의 창시자이심을 알 수 있고 이에 대해 성경은 명백히 증거해 주고 있다(행 11: 18; 딤후 2: 25).
중생은 새 생활의 의식적인 변화를 통하여 저절로 발생하는 것이 아니라 성령의 특별한 역사를 통해서만 일어나는 것이다(요 6: 44). 그러나 중생에 있어서는 하나님만 역사하시고 인간은 피동적인데 반하여 회심에 있어서는 인간이 협동하도록 요청을 받는다(사 55: 7; 렘 18: 11; 행 2: 38; 17: 30). 그러나 그런 경우에 인간은 다만 하나님께서 주시는 능력으로 행하는 것뿐이다.
회심은 중생과 같이 순간적인 변화이지 성화와 같은 점차적인 과정이 아니다.
그러나 중생과는 달리 회심은 인간의 무의식적 생활에서 일어난다기보다는 오히려 의식적인 생활 가운데서 일어나는 변화인 것이다.
회심은 모든 성인에게 반드시 필요한 것이지만(겔 33: 11; 마 18: 3) 그렇다고 회심이 반드시 각 사람의 생활에서 현저한 전환점으로 나타나야만 되는 것은 아니다.
성경은 나아만(왕하 5: 15), 므낫세(대하 33: 12, 13), 삭개오(눅 19: 8, 9), 구스 내시(행 8: 30 이하), 고넬료(행 10: 44 이하), 바울(행 9: 5 이하), 루디아(행 16: 14) 등과 같은 사람의 회심을 예로 들어 말해준다.
이 외에도 국민적인 회심(욘 3: 10), 마음의 변화는 일어나지 않는 일시적인 회심(마 13: 20, 21; 딤전 1: 19, 20; 딤후 4: 10; 히 6: 4-6),
반복적인 회심(눅 22: 32; 계 2: 5, 16, 22; 3: 3, 19)이 있다.
회심에는 엄밀한 의미에서 반복을 인정치 않지만 이 반복이란 말은 회심에는 두 가지 요소가 있는데 소극적인 요소인 회개와 적극적인 요소인 믿음으로 이루어지며 이에 대한 개별적 고찰이 필요하다.

## 종교사회학적 관점
사회학자들이 개종자의 사회적 행동, 사고 및 윤리를 포함하여 "근본 현실"이라고 부르는 것에 변화를 가져온다. 종교사회학은 종교적 개종이 문명의 출현과 현대 세계의 형성에 중요한 요소임을 지적한다. 개종은 종교 심리학자들이 가장 많이 연구한 종교 측면이지만, 아직 실질적인 자료가 거의 없는 편이다. 신경학적 연구에 따르면 전환은 병리학적인 결과가 아니라는 것이 밝혀졌다.

## 다양한 교파들
다양한 기독교의 교파에서는 신자 공동체에 대한 다양한 종류의 의식이나 입회식을 수행할 수 있다. 개종의 주요 의식은 세례이며, 견진에 관해서는 교파마다 다르다.
컬럼비아 대학교의 종교 교수인 데이비드 B. 바렛(David B. Barrett)과 역사가 조지 토머스 쿠리언(George Thomas Kurian)의 2001년 연구에 따르면, 그 해에 약 270만 명이 다른 종교에서 기독교로 개종했으며, 전체적으로 약 380만 명이 매년 개종했다. 21세기의 첫 10년 동안 오순절주의는 기독교의 가장 크고 가장 빠르게 성장하는 형태였으며, 이러한 성장은 주로 종교적 개종에 기인한다.

## 같이 보기
- 회개
- 기독교화